# Crurotarsi
A Crurotarsi ('kereszt-bokájúak') az archosaurusok egy csoportja, melyet 1991-ben Paul Sereno definiált csomópont-alapú kládként a régi Pseudosuchia leváltására. A Crurotarsi a definíció szerint az Avemetatarsalia testvércsoportja (tartalmaz minden olyan nemet, amely közelebb áll a madarakhoz, mint a krokodilokhoz).

## Anatómia
A Crurotarsi egyike az Archosauria két testvér kládjának. Az ide tartozó állatok koponyája gyakran masszív felépítésű, ellentétben az ornithodirákéval; a pofarész szűk és gyakran meghosszabbodott, a nyak rövid és erős, a lábak elhelyezkedése a gyíkokéhoz hasonló terpesztett, illetve a dinoszauruszokra és az emlősökre jellemző függőleges helyzet között változik (habár más módon illeszkednek). A testet gyakran két vagy több sorban elhelyezkedő lemezek védik. Számos crurotarsi nagy testméretet ért el: a hosszuk meghaladhatta a 3 métert is.

## Evolúció
A crurotarsik a kora triász időszak olenyoki korszakában tűntek fel, és a középső triász időszak ladin korszakára betöltötték a szárazföldi húsevők ökológiai fülkéjét. A virágkorukat a késő triász idején élték, mikor a soraikban már ott voltak a függőleges lábú rauisuchiák, a krokodilszerű phytosaurusok, a növényevő, páncélozott aetosaurusok, a nagy ragadozó poposauridák, a kis és gyors Sphenosuchia krokodilok, valamint néhány másik csoport.
A triász–jura kihalási esemény során valamennyi nagy méretű crurotarsi kihalt. A pusztulásuk oka ma még ismeretlen, de a feltételezés szerint egy aszteroidabecsapódás utáni hirtelen éghajlatváltozás, vagy egy egész bolygóra kiterjedő kataklizma végzett velük. Ez tette lehetővé a dinoszauruszok számára, hogy domináns növényevőkké és húsevőkké válva a helyükbe lépjenek. Csak a Sphenosuchia és a Protosuchia csoportok (a crocodylomorphák) maradtak fenn.
A mezozoikumban az idő előrehaladtával a Protosuchia csoportból jóval krokodilszerűbb nemek emelkedtek ki. Miközben a dinoszauruszok uralni kezdték a szárazföldet, a krokodilok elterjedtek a folyókban, a mocsarakban és az óceánokban, ahol jóval nagyobb változatosságot értek el, mint napjainkban. A kréta–tercier kihalási esemény során a dinoszauruszok a madarak kivételével kihaltak, a crurotarsi krokodilok azonban alig változtak. Napjainkban a krokodilok, az aligátorok és a gaviálok a fejlődési vonaluk túlélő képviselői.

## Törzsfejlődés
Az alábbi kladogram Parrish (1993-as), Nesbitt (2003-as és 2005-ös), valamint Nesbitt és Norell (2006-os) műve alapján készült.
```
Crurotarsi

|-?
Doswellia

|-?
Tarjadia

|-?
Parringtonia

|-?
Ctenosauriscidae

`--
Crocodylotarsi

   |--
Phytosauria

   `--
Suchia

      |--
Prestosuchidae

      |-?
Turfanosuchus

      `--
Rauisuchiformes

         |-?
Revueltosaurus

         |--
Aetosauria

         `--
Rauisuchia

            |--
Rauisuchidae

            `--
Paracrocodylomorpha

               |--
Gracilisuchus

               |--
Poposauridae

               `--
Bathyotica

                  |--
Erpetosuchus

                  `--
Crocodylomorpha
```

## Fordítás
- Ez a szócikk részben vagy egészben  a   Crurotarsi című angol Wikipédia-szócikk ezen változatának fordításán alapul.  Az eredeti cikk szerkesztőit annak laptörténete sorolja fel. Ez a jelzés csupán a megfogalmazás eredetét és a szerzői jogokat jelzi, nem szolgál a cikkben szereplő információk forrásmegjelöléseként.